# República Catalana (1640-1641)
La República Catalana fou un efímer estat independent sota la protecció de França que començà a establir-se a partir de la tardor de 1640 pels Braços Generals del Principat de Catalunya convocats per la Generalitat en el context de la Guerra dels Segadors, i reconegut com a tal per les mateixes institucions entre gener i desembre de 1641.
A mesura que escalava la tensió política i militar amb la Monarquia Hispànica, la Junta de Braços o Braços Generals, convocats el 10 de setembre de 1640 i presidits pel president de la Diputació del General de Catalunya, Pau Claris, assumiren la sobirania i el poder efectiu al país, establint una sèrie de mesures revolucionàries. Un cop començada la guerra oberta i, amb l'amenaça dels exèrcits de Felip IV d'una banda i la pressió diplomàtica francesa per l'altra, els Braços Generals acceptaren l'establiment de la República Catalana sota la protecció de França el 17 de gener de 1641. El dia 23 del mateix mes, amb l'exèrcit espanyol a les portes de Barcelona, els Braços demanaren al rei Lluís XIII de França que acceptés el títol de Comte de Barcelona i, per tant, en el príncep o sobirà del Principat de Catalunya, quedant aquest en unió personal amb el Regne de França a partir de desembre de 1641.
Lluís XIII va ser succeït un cop mort pel seu fill Lluís XIV, que romangué Comte de Barcelona fins a l'any 1652, quan l'exèrcit de Felip IV d'Espanya prengué Barcelona i Catalunya es reincorporà a la Monarquia Hispànica.

## Història

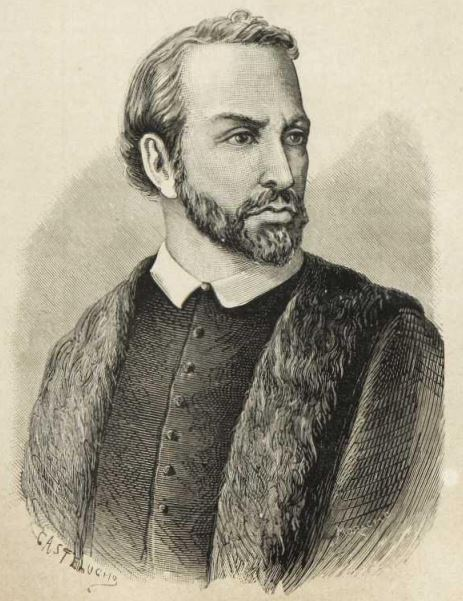
Pau Claris i Casademunt

Durant la Guerra dels Segadors, inicada el 1640 (i convertida en un conflicte sucedani de la Guerra franco-espanyola), els Braços Generals de Catalunya (també anomenats Junta de Braços), un consell extraordinari reunit per la Diputació del General o Generalitat similar a les Corts Catalanes però sense rei, van dur a la pràctica diverses mesures revolucionàries en concordança amb els esdeveniments del Principat, que poc després de l'esclat de la revolta dels segadors al juliol estava actuant de facto de manera independent. La Junta, que funcionava amb vot individual, aprovà l'establiment d'una Junta de Justícia per substituir la Reial Audiència, els jutges de la qual foren assassinats durant el Corpus de Sang, una Junta d'Hisenda que aprovà un impost especial per a la noblesa, el Batalló, i establí un Consell de Defensa del Principat per organitzar la resposta al previsible contraatac espanyol. També va inciar una sèrie de contactes diplomàtics per tal de demanar suport a França, essent nomenat Bernard du Plessis-Besançon plenipotenciari del rei de França a Catalunya el 29 d'agost de 1640. El 27 d'octubre es va arribar finalment a un acord amb du Plessis-Besançon per obtenir subministraments contra l'exèrcit del rei d'Espanya dirigit per Pedro Fajardo, Marquès de los Vélez.
Amb la victòria de l'exèrcit del Marquès de los Vélez a Tarragona el 23 de desembre, va continuar el seu avanç cap a Barcelona, mentre que l'exèrcit francès d'Espenan va abandonar Catalunya a França a principis de gener de 1641. Les negociacions amb els francesos es van intensificar, el 3 de gener, una delegació de tres catalans es va reunir amb el cardenal Richelieu, que els assegurava protecció si fos una república com Gènova. En aquest sentit, el 14 de gener el du Plessis-Besançon es va traslladar a la residència del president de la Diputació del General, Pau Claris, on varen conferenciar.

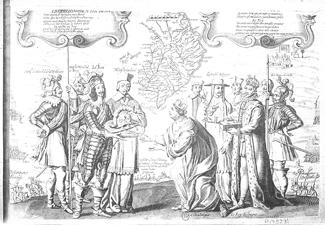
Imatge al·legòrica de la secessió de Catalunya i la integració a França

Com a resultat d'aquestes negociacions, el 16 de gener, Pau Claris va presentar una proposta davant els Braços Generals per la qual el rei de França va acordar situar el Principat sota la seva protecció si Catalunya canviava el seu govern a una república. El 17 de gener de 1641, els Braços Generals acceptaren l'establiment, per primera vegada a la història, de la República Catalana. Una setmana més tard, després de la derrota de l'exèrcit català a la batalla de Martorell, a prop de Barcelona, Plessis-Besançon va aconseguir convèncer les autoritats catalanes que l'ajuda que necessitaven només es podia obtenir de França si reconeixien Lluís XIII de França com a sobirà. Pau Claris va apel·lar el 23 de gener a Lluís XIII, que va ser reconegut Comte de Barcelona (com a Lluís I) i va col·locar el Principat de Catalunya en unió personal amb el Regne de França. Tot i això, va passar més d'un any (30 de desembre de 1641) fins que el monarca francès va jurar les constitucions catalanes, període durant el qual la República i les seves institucions foren mantingudes i autogovernades de forma sobirana.
El 26 de gener de 1641, a la batalla de Montjuïc, l'exèrcit de Felip IV va ser derrotat per l'exèrcit francocatalà i va haver de retirar-se. Pau Claris va morir un mes més tard, probablement enverinat per agents espanyols. Lluís XIV va ser nomenat Comte de Barcelona (com a Lluís II) a la mort del seu pare el 1643. Finalment, l'acomiadament del comte duc d'Olivares el 1643, els estralls causats per la fam i la pesta, així com el compromís de Felip IV de respectar Constitucions i institucions catalanes després de la presa de Lleida el 1644, així com l'esclat de la revolta de la Fronde a França va posar fi a la guerra amb la presa espanyola de Barcelona el 1652, i el Principat de Catalunya va ser reincorporat a la Monarquia d'Espanya.